# Данильцево (Костромская область)
Данильцево — деревня в Островском районе Костромской области. Входит в состав Александровского сельского поселения.

## География
Деревня расположена на берегу реки Медоза.

## Население
| 2008 | 2010 | 2014 |
| ---- | ---- | ---- |
| 17   | ↘16  | ↗17  |

## История
Данильцево в 1720 г. принадлежало братьям Сергею и Андрею Степановичам Козловским. Дочь Андрея Степановича Наталья Андреевна вышла замуж за М. Ф. Кутузова, владельца сельца Щелыкова. По наследству Данильцево перешло к В. П. Шулепникову, женившемуся на Козловской. Внучка В. П. Шулепникова Варвара Васильевна Шулепникова, революционерка, член партии «Народная воля», в 1884 г. была осуждена в Киеве и сослана в Сибирь.